# 莽原之役
莽原之役（英語：Battle of Wilderness），爆發於1864年5月5日至7日。

## 戰前
1864年5月3日，格蘭特麾下波多馬克軍團的十三萬大軍南下維吉尼亞州，追趕兵敗蓋茨堡的北維吉尼亞軍團。格蘭特希望能夠長驅直入維吉尼亞的里奇蒙。大軍的右翼為高佛勒·華倫（Gouverneur Kemble Warren）以及約翰·塞吉威克（John Sedgwick）的兩個兵團；左翼則為溫菲爾德·漢考克的兵團和華倫的騎兵。
4日，大軍出發。不過，直到5日，當北軍的大軍渡過了波多馬克河時，軍人數目只是僅僅超過十萬。李將軍見到北軍此舉後，立即派軍攻擊其側翼，但不成功。

## 戰事

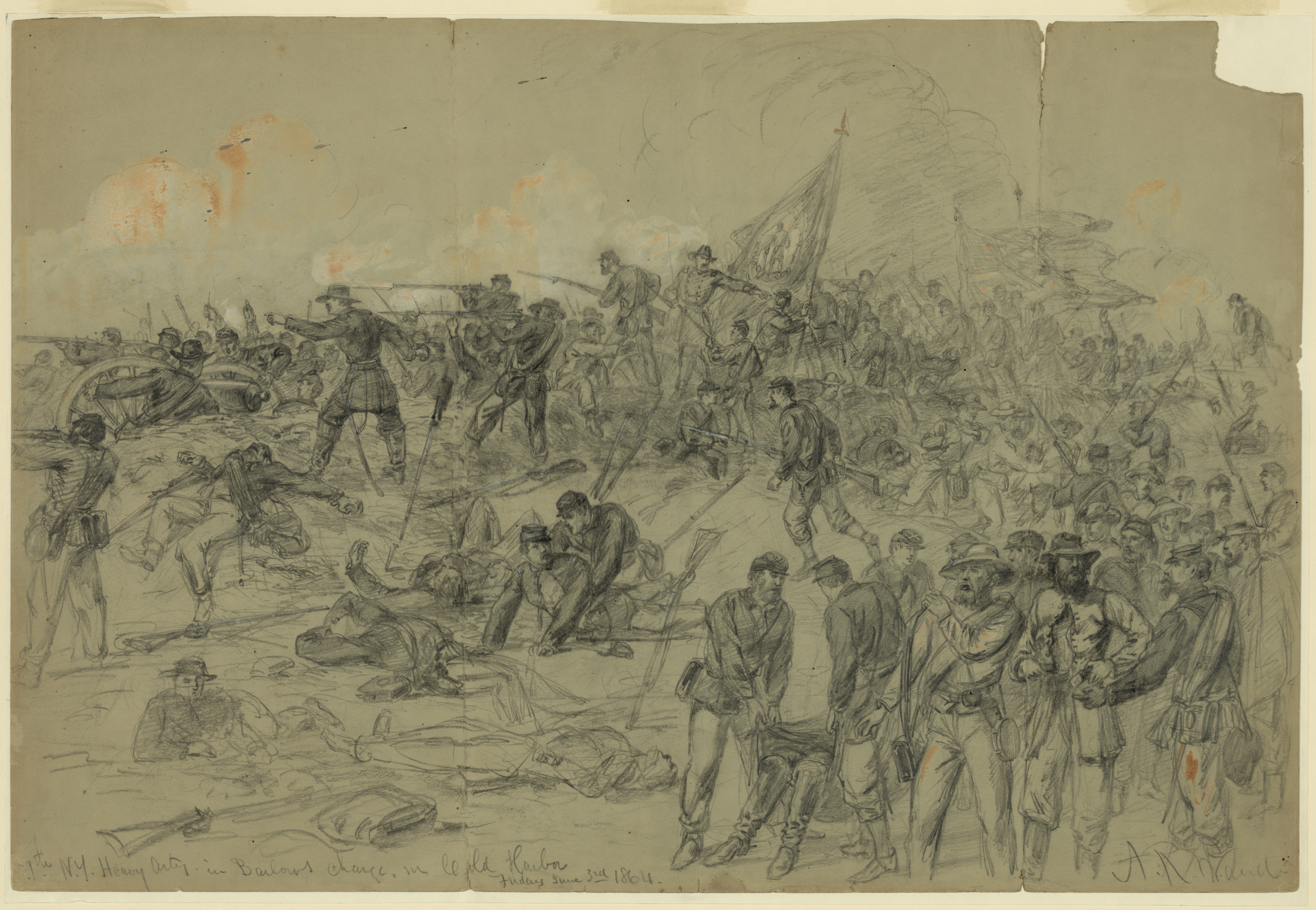

華倫和塞吉威克進軍時遇上理查·尤爾的阻撓，華倫派出查爾斯·格里芬（Charles Griffin）和塞繆爾·克勞佛（Samuel Wylie Crawford）兩師出擊，克勞佛被擊退，詹姆斯·瓦斯渥斯（James Samuel Wadsworth）少將加入，支援格里芬，終能扭轉局勢。然而，南軍的約翰·高登突擊北軍右翼，俘得1,000多人。
同時，南面的漢考克正攻擊A·P·希爾，希爾不久被擊退，但在李將軍的總部前死守，暫時擋住漢考克的追擊。次日，漢考克命40,000人再度攻擊希爾，成功逼南軍退後兩里，李將軍遂非常擔心，因為數小時前，隆史崔特就該到達。
中午，隆史崔特率20,000人趕來支援希爾，把疲憊不堪和亂成一團的北軍擊退，重奪失地，更在5月5日時南北雙方的陣線外一里，將漢考克的北軍一分為二。只是，20,000名南軍不足以繼續進一步打擊無法互助的北軍，而且隆史崔特這時身受重傷，此後數個月都不能上戰場。

## 戰後
兩軍之間只有零星戰鬥，至8日，北軍始繼續南下。爆發史波特斯凡尼亞郡府之役

## 外部連結
- Animated History of the Overland Campaign including the Battle of The Wilderness （英文）
- West Point Atlas map of the Overland Campaign[永久] （英文）
- Chatham Plantation: Witness to the Civil War, a National Park Service Teaching with Historic Places (TwHP) lesson plan （页面存档备份，存于） （英文）